# Edward Elhanan Berry
Edward Elhanan Berry (né  le 10 mai 1861 à Kingston, en Ontario, au Canada et mort le 29 janvier 1931  à Rome) est un banquier, entrepreneur et diplomate britannique.

## Biographie
Elhanan Edward Berry était le fils d'Edward Berry (1817 à 1875), avocat et armateur, et Ada Bicknell (1831 au 1911) sœur de Clarence Bicknell.
Edward est né le 10 mai 1861 à Kingston, au Canada. On connaît très mal son enfance, nous savons seulement qu'il est retourné à Londres encore enfant. On ne connaît pas l'année exacte de son diplôme, probablement autour de 1880. On ne sait pas non plus de quelle faculté il s’agissait, mais il devait s’agir d’une faculté scientifique, puisque plus tard il devint un membre de la « Royal Society of Chemistry ».
En 1891, à l’âge de 30 ans, il décide de déménager de façon stable à Bordighera où vivait déjà son oncle maternel Clarence Bicknell et il fonde la « Banque Berry », située au coin de l’actuel Corso Italia et de via Vittorio Emanuele. On ne connaît pas la raison, car la banque avait prospéré, mais très vite Berry décide de devenir un agent de l'agence de voyage "Thomas Cook". En 1892, Edward crée aussi une société de services pour les résidents britanniques, qui s’occupe d'achat et de vente de maisons, location, transport de marchandises ou de bagages, etc.
En 1897, Berry dévient vice-consul britannique à Bordighera et l'année suivante, il épouse Margaret Serocold (1867-1957). Ils se connaissaient probablement depuis longtemps car Margaret était venue la première fois à Bordighera déjà en 1886 et Edward avait rendu visite plusieurs fois à son oncle avant de s’établir de façon stable. Le couple, n'ayant pas d'enfants, crée une relation très profonde avec Clarence Bicknell, admiré et apprécié par les deux époux.
Les Berry collaborent et aident Bicknell dans toutes ses initiatives, telles que la création du Musée Clarence Bicknell, ses études botaniques, les recherches archéologiques sur le mont Bégo, la construction de la maison Fontanalba à Casterino, etc. À la mort de son oncle en 1918, les Berry  sauvent le musée de la négligence de la commune. En effet Bicknell avait laissé le musée à la ville de Bordighera, mais la commune n’ayant pas la capacité de le gérer, voulait le transformer en salle d’exposition. Les Berry reprennent le flambeau de Bicknell et deviennent à leur tour le moteur de la vie culturelle de Bordighera. Leur maison, Villa Monte Verde, construite en 1904, devint le salon intellectuel de l’endroit, comme Villa Rosa l’était du temps de Bicknell. La Villa Monte Verde existe toujours et est située dans la Via dei Mostaccini, mais elle a été transformée en un immeuble d'appartements.
Edward a partagé toute sa vie, avec sa femme et son oncle, une passion pour l'histoire, les traditions, l'art et l'architecture. En 1931, peu de temps après la mort d'Edward, Margaret  publiera le livre qu'elle avait préparé patiemment avec son mari, « At the western gate of Italy », qui devint un point de référence pour tous ceux qui souhaitent visiter la côte ouest de la Ligurie. Edward décède subitement à Rome en 1931, et il sera enterré dans le cimetière protestant de la ville.
Après le décès de son mari, Margaret rentre à Bordighera où elle continue à vivre jusqu'en 1935 en s’occupant du Musée Bicknell et en collaborant à la création de l’Institut International d’Études Ligures avec le professeur Nino Lamboglia. Les années avancent et l'arrivée du fascisme la pousse à vendre Villa Monte Verde et à déménager à Taplow, dans le comté de Buckinghamshire où vivait sa sœur Caroline Packe. Elle y vécut pendant vingt-deux ans, et elle mourut en 1957 à l'âge vénérable de 90 ans. Il est enterré au cimetière du Testaccio.

## Galerie photographique

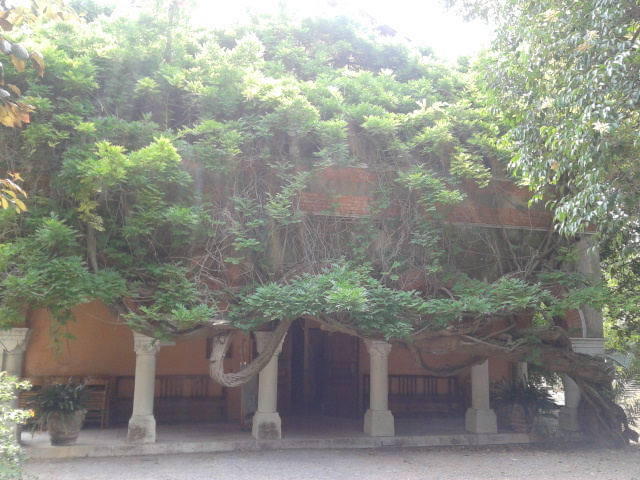
Musée Bicknell, façade
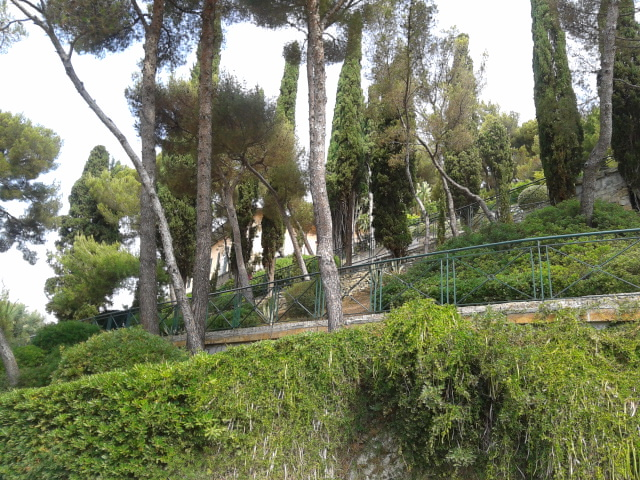
Park Villa Monte Verde, la résidence privée d'Edward et Margaret Berry
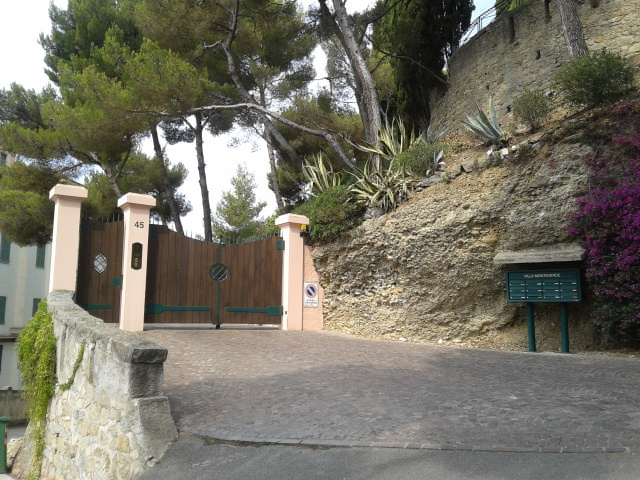
Villa Monteverde entrée